# Am Tiên

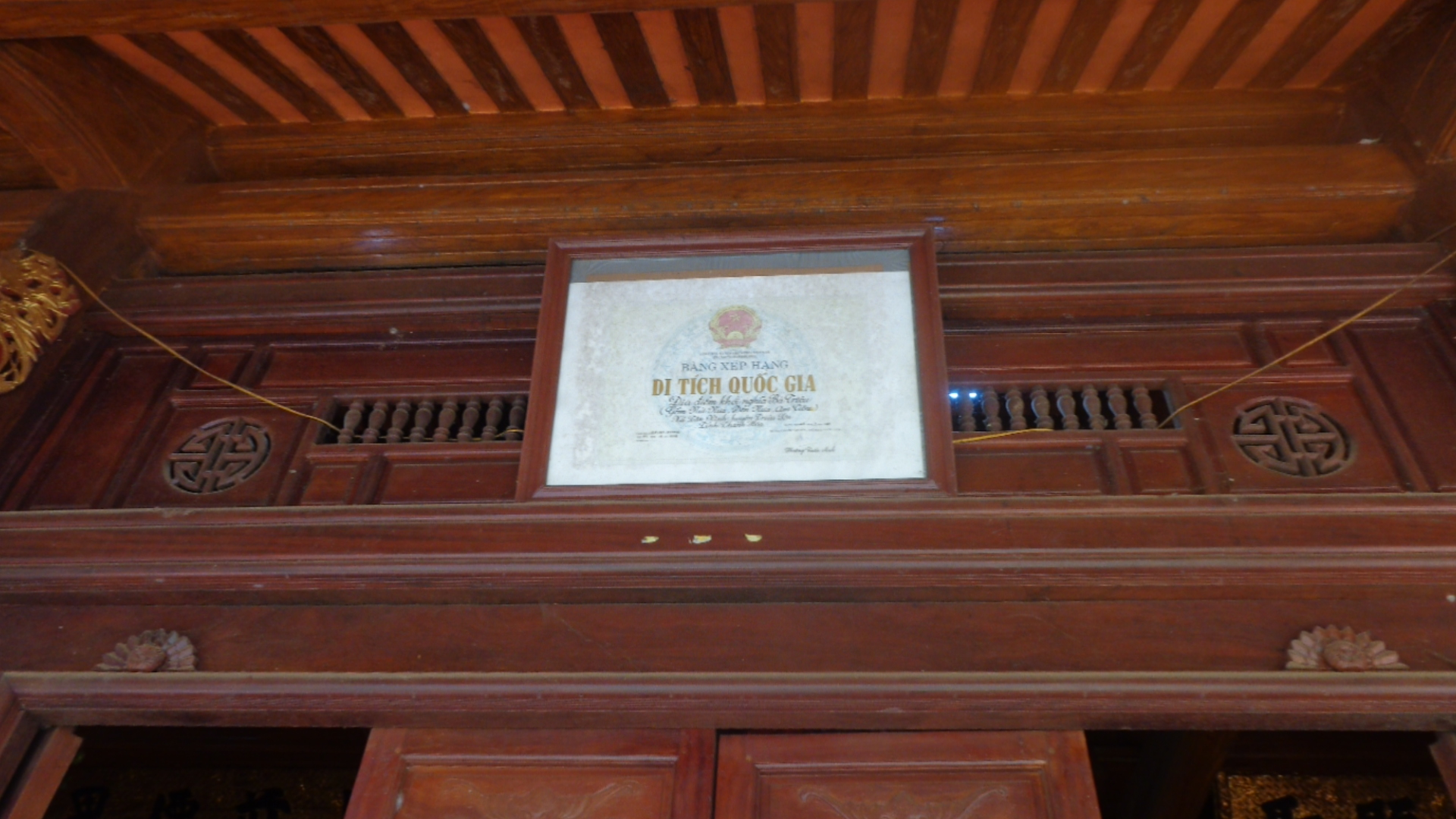
Bằng công nhận di tích lịch sử cấp Quốc gia cho Am Tiên di tích căn cứ kháng chiến chống Đông Ngô của Bà Triệu trên đỉnh núi Nưa thuộc địa phận thị trấn Nưa, huyện Triệu Sơn.

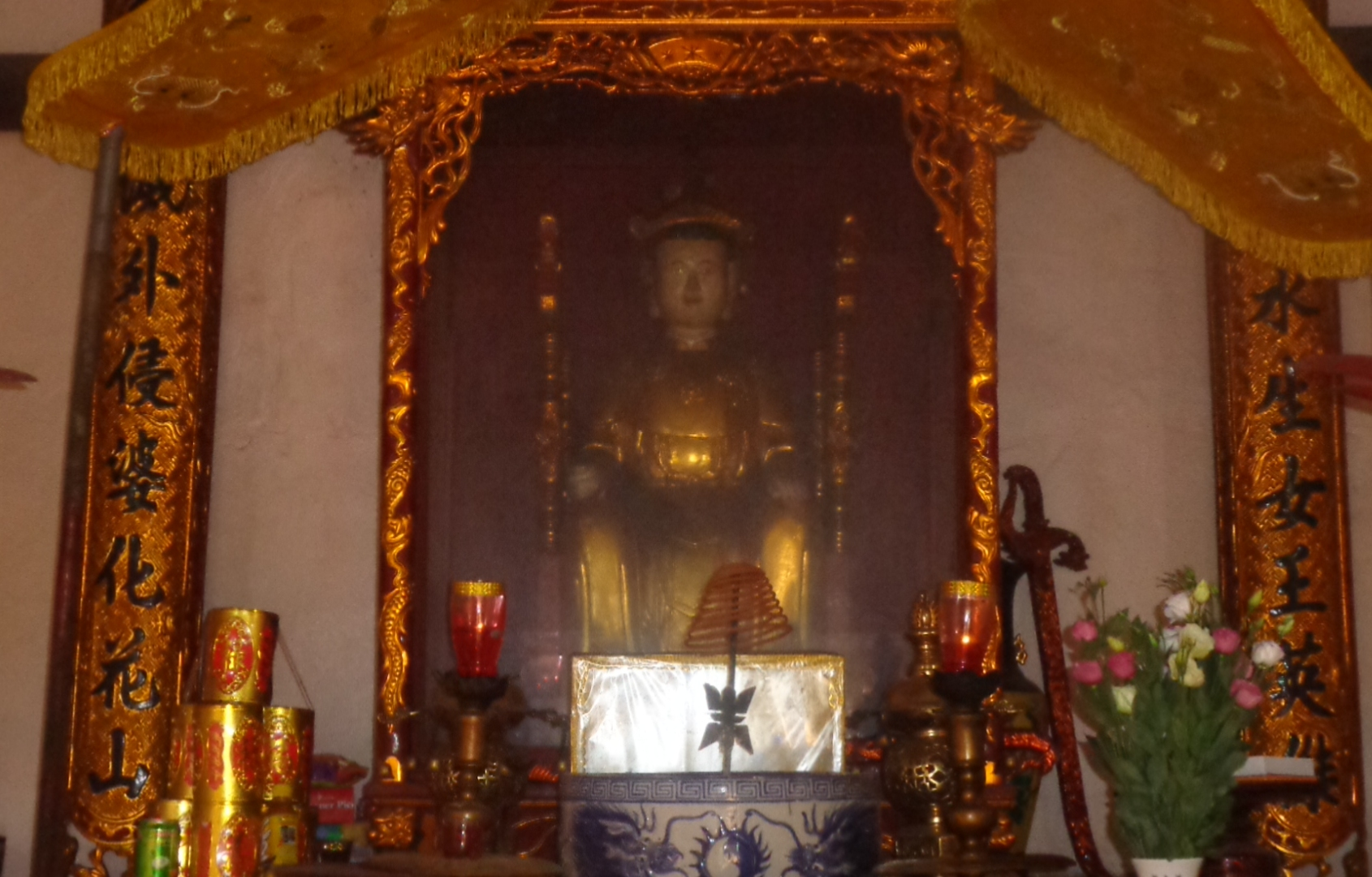
Tượng Bà Triệu tại đền thờ Bà (Đền thờ Bà Triệu - Am Tiên) trên núi Nưa thuộc thị trấn Nưa huyện Triệu Sơn tỉnh Thanh Hóa.

Am Tiên là một ngôi đền nằm ở núi Nưa, phố Cổ Định, thị trấn Nưa, huyện Triệu Sơn, tỉnh Thanh Hóa, cao 585 m so với mực nước biển. Ngôi đền thuộc quần thể di tích lịch sử Quốc gia Am Tiên, trong đó bao gồm núi Nưa, Đền Nưa và Am Tiên, có tổng diện tích 100 ha. Nơi này là nơi khởi điểm dấy binh của Triệu Thị Trinh (Bà Triệu) cùng với anh trai là Triệu Quốc Đạt khởi nghĩa chống Đông Ngô. Vào ngày 27 tháng 3 năm 2009, quần thể di tích lịch sử Quốc gia Am Tiên đã được nhà nước xếp hạng di tích thắng cảnh cấp Quốc gia.

## Lễ hội
Từ năm 2018, nơi này được tu sửa Sân đền, Chính Điện và một phần của cổng Đền Nưa. Cổng Đền Nưa chỉ tu sửa một phần vì các hoa văn trên cổng được xây trạm khắc từ thời vua Lê Thánh Tông, nên có giá trị về mặt lịch sử và văn hóa. Điểm nhấn của di tích Đền Nưa là hàng cây tính đến nay đã được 100 tuổi được trồng thẳng hàng ngay trước đường vào Đền. Hàng năm, lễ hội Đền Nưa được tổ chức để mở "cổng trời" vào khoảng mùng 9 đến mùng 20 tháng Giêng, thời gian thay đổi tùy theo từng năm.  Khách du lịch khắp nơi đổ về di tích này để cầu mong an lạc, may mắn.

## Huyệt đạo Am Tiên
Huyệt thiêng, hay gọi là huyệt khí dương cách cổng đền khoảng 100 m. Theo các nhà phong thủy, nơi này là điểm hội tụ giao hòa của đất và trời (hay nơi mở cửa trời), tất cả linh khí của trời đất sẽ được hội tụ tại huyệt đạo thiêng này. Huyệt đạo thiêng ở đây là một khoảng đất rộng, được rào chắn kỹ lưỡng, bán kính khoảng 21 m.